# Vlajka Magadanské oblasti

Vlajka Magadanské oblasti
Poměr stran: 2:3

Vlajka Magadanské oblasti, jedné z oblastí Ruské federace, je tvořena červeným listem o poměru stran 2:3. V horním rohu je umístěn znak oblasti (bez červeného okraje) a při dolním okraji jsou střídavě tmavomodré (2) a bílé (2), oboustranně vlnkovité pruhy při dolním, modrém vlnkovitém okraji. Vlny se postupně posouvají k žerdi a mají 6–8 vrcholů (dle různých zdrojů).
Štít znaku je rozdělen vidlicovým řezem na tři části: v horní červené jeden stříbrný a dva zlaté slitky, položené přes zkřížené geologické kladívko s krumpáčem. V (heraldicky) pravém, dolním, světle modrém poli hydrocentrála a stříbrné letadlo, v levém, tmavěmodrém tři stříbrné ryby se zlatými šupinami (na obrázku celé zlaté). Pole jsou oddělena stříbrnými proužky, stříbrný proužek je i kolem štítu. Střed styku polí je překryt zlatou, osmicípou hvězdou.
Figury znaku představují hlavní hospodářská odvětví: těžba rud, energetika, doprava a lov ryb v Ochotském moři. Hvězda, zřejmě představující Polárku, odkazuje na polohu oblasti na severu Asie.

## Historie
Magadanská oblast vznikla 3. prosince 1953. Po celou sovětskou éru neměla žádnou vlajku ani znak. Symboly oblasti byly schváleny až 28. prosince 2001 zákonem č. 219-oz s účinností od následujícího dne.

## Vlajky rajónů Magadanské oblasti

Rajóny Magadanské oblasti

Magadanská oblast se člení na jedno město regionálního významu a 8 rajónů. Všechny části užívají své vlajky.

Město Magadan (1) Poměr stran: 2:3
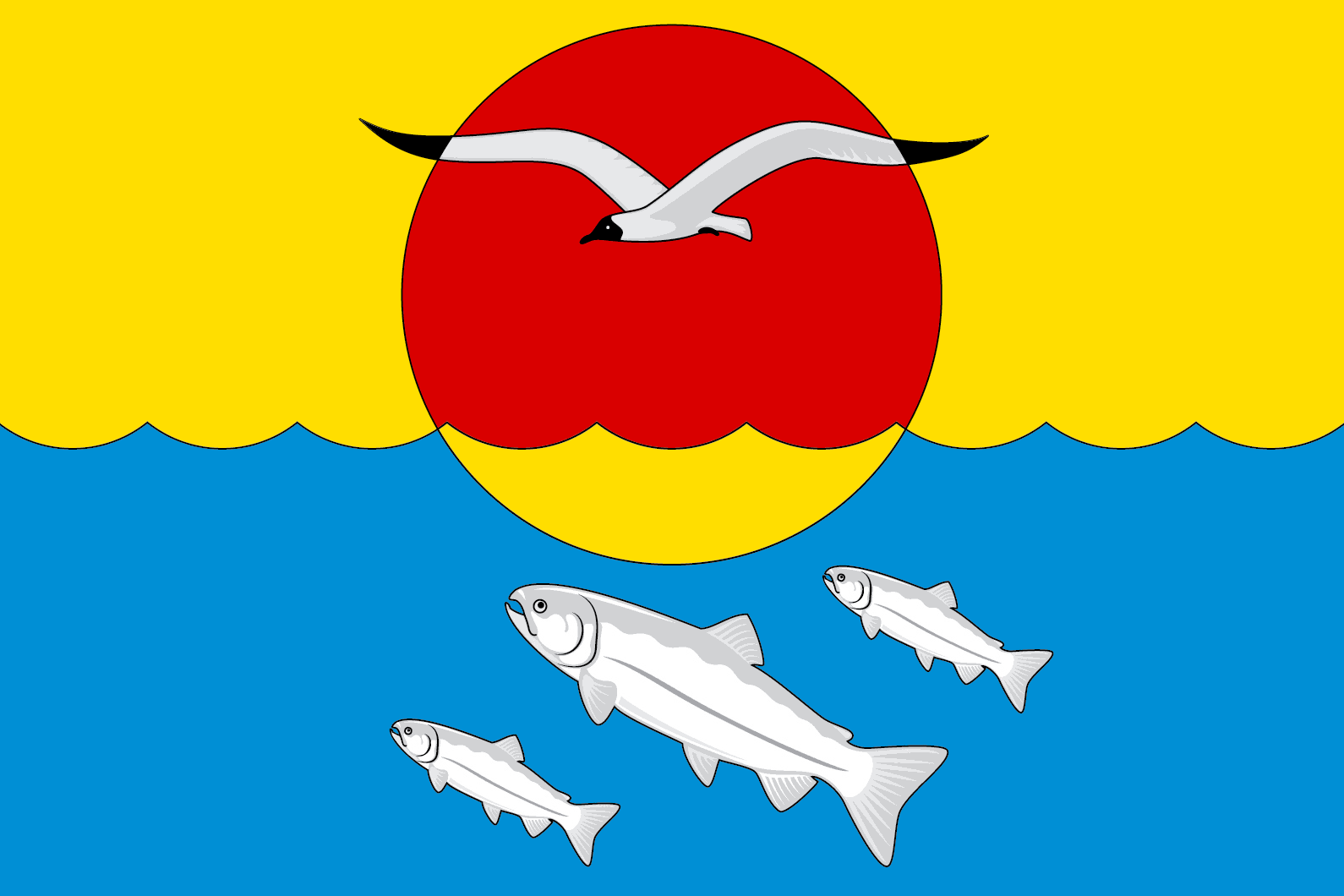
Olský rajón (2) Poměr stran: 2:3
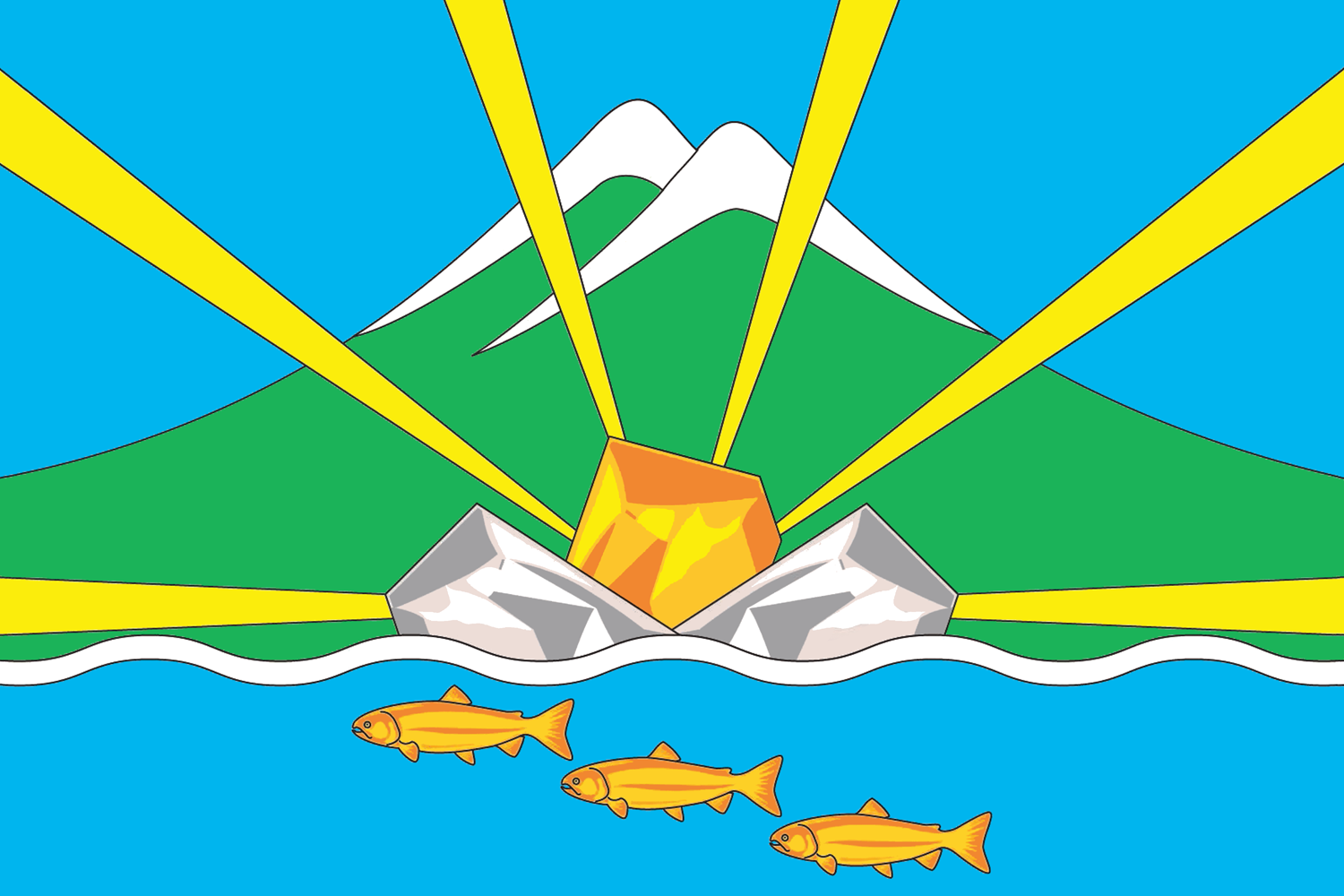
Omsukčanský rajón (3) Poměr stran: 2:3
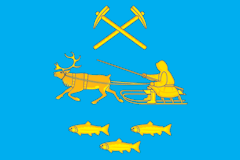
Severo--Evenský rajón Poměr stran: 2:3
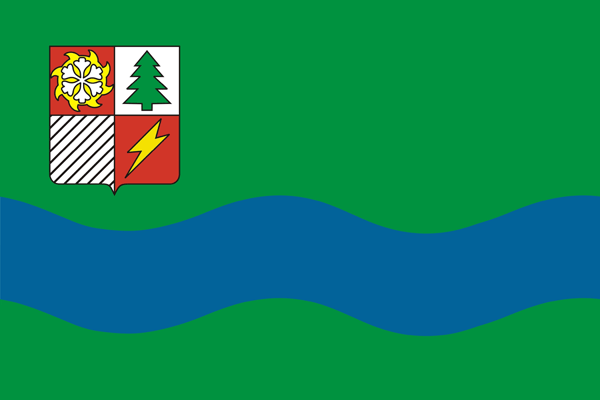
Sredněkanský rajón (5) Poměr stran: 2:3
Susumanský rajón (6) Poměr stran: 2:3
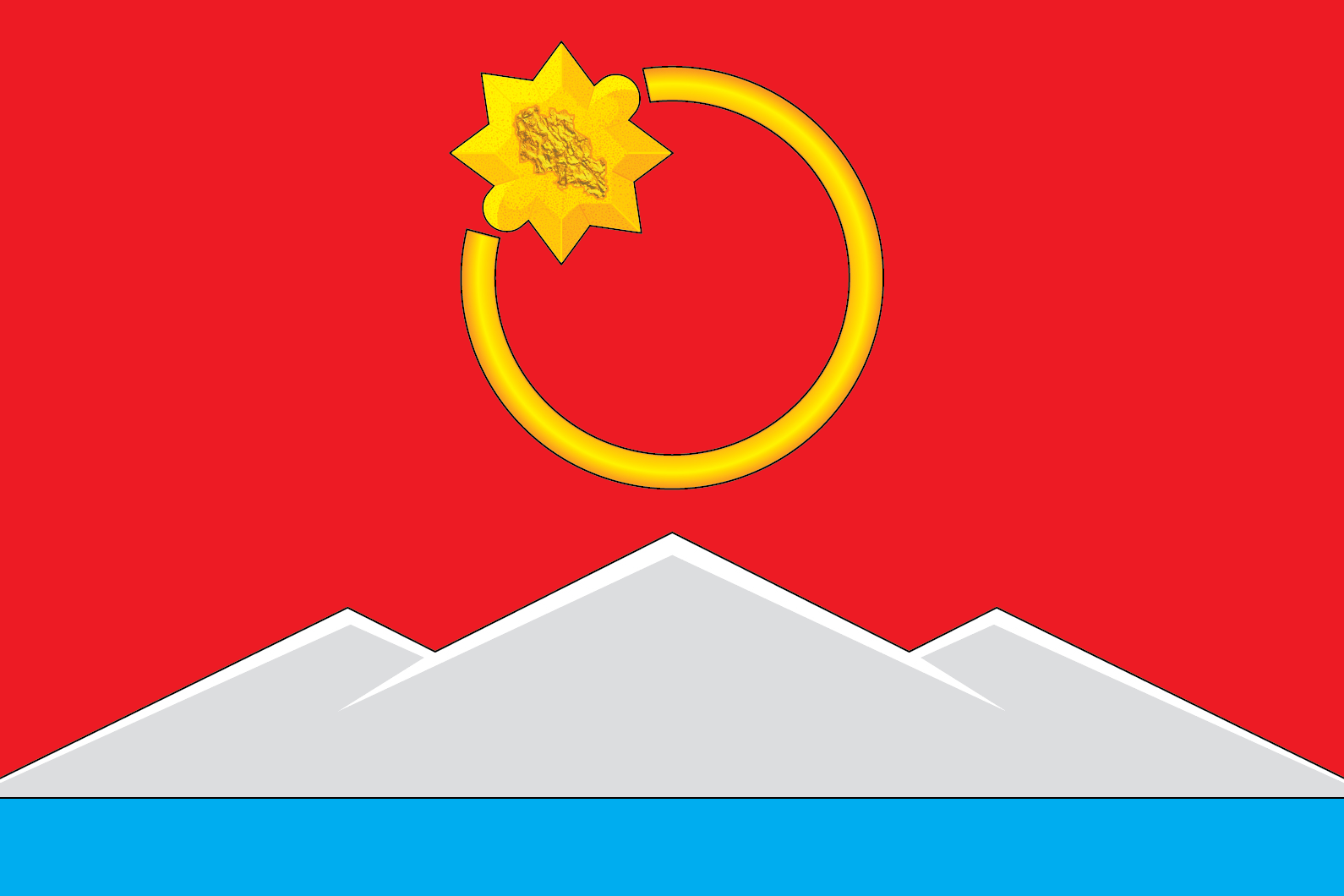
Tenkinský rajón (7) Poměr stran: 2:3
Chasynský rajón (8) Poměr stran: 2:3
Jarodninský rajón (9) Poměr stran: 1:2